# De fato

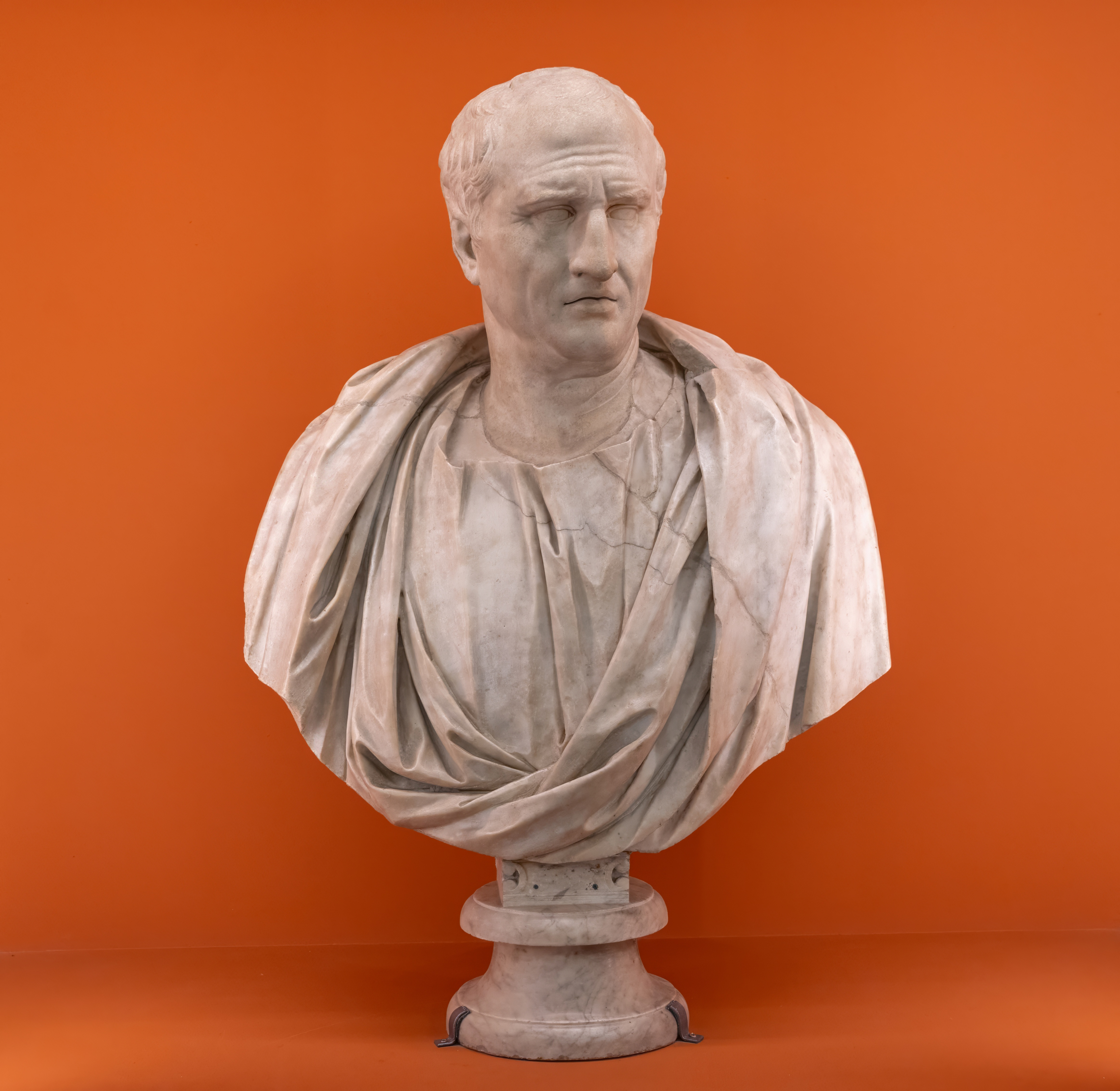
Busto de Cicerón, Museos Capitolinos, Roma, mitad del siglo I d. C.

De Fato (traducido: "Sobre el destino") es un tratado filosófico parcialmente perdido escrito por el orador romano Cicerón en el 44 a. C. Sólo existen dos tercios de la obra; falta el principio y el final. Toma la forma de un diálogo, aunque se lee más como una exposición, cuyos interlocutores son Cicerón y su amigo Aulo Hircio .

## Argumento
En la obra, Cicerón analiza el concepto del Fatum y sugiere que el libre albedrío es una condición del destino. Cicerón, sin embargo, no se ocupa conscientemente de la distinción entre fatalismo y determinismo.
Parece que De Fato es un apéndice del tratado de teología formado por los tres libros de De Natura Deorum y los dos libros de De Divinatione. Estos tres libros proporcionan información importante sobre la cosmología y la teología estoica.

## Historia
De fato forma parte del segundo grupo de escritos de Cicerón. Fue compuesta en Pozzuoli entre el 17 de abril y el 23 de mayo del 44 a. C. En cualquier caso, lo más probable es que el trabajo se hubiera completado antes del fallido intento de Cicerón de viajar a Grecia en julio de ese año. La obra fue escrita a toda prisa, ya que Cicerón planeaba volver a la arena política.

## Argumentación
Hircio señala que Cicerón ha adoptado el método escéptico académico de investigación: argumentar en contra de todas las proposiciones. Por ello, perfila las posiciones de Demócrito, Heráclito, Empédocles y Aristóteles como quienes sostenían que todo sucede por necesidad. Como tal, Cicerón desarrolla las proposiciones de destino y necesidad de la siguiente manera:

"Si todo sucede por el destino, todo sucede con una causa anterior; y si esto es cierto del deseo, lo es también de lo que sigue al deseo, y por lo tanto es cierto del asentimiento. Pero si la causa del deseo no está dentro de nosotros, el deseo mismo no está en nuestro poder, y si esto es así, entonces las cosas que son producidas por el deseo no están dentro de nosotros, por lo tanto, ni el asentimiento ni la acción están en nuestro poder, y de esto se sigue que ni la alabanza ni la censura son justas, ni honores ni castigos"

Cicerón esencialmente descarta esta proposición como la antítesis de lo que se observa, pero postula la libertad como una necesidad para la vida moral. En última instancia, Cicerón mantiene esta posición porque está emocionalmente convencido de que está en el poder del hombre alcanzar la virtud por sí mismo; si el determinismo fuera el orden de las cosas, entonces tal habilidad no sería cierta.